# Quercus tungmaiensis
Quercus tungmaiensis är en bokväxtart som beskrevs av Yong Tian Chang. Quercus tungmaiensis ingår i släktet ekar, och familjen bokväxter.
Artens utbredningsområde är Tibet. Inga underarter finns listade i Catalogue of Life.